# Vera Sjendel
Vera Pavlovna Sjendel (Russisch: Вера Павловна Шендель; meisjesnaam: Рябушкина; Rjaboesjkina) (Moskou, 25 augustus 1917 - Moskou, 16 december 1996) was een basketbalspeler van het nationale damesteam van de Sovjet-Unie. Ze werd Meester in de sport van de Sovjet-Unie in 1950.

## Carrière
Sjendel speelde sinds 1935 voor Dinamo Moskou en won vijf keer het Landskampioenschap van de Sovjet-Unie in 1937, 1938, 1939, 1940 en 1944. In 1944 stapte ze over naar MAI Moskou en won vier keer het landskampioenschap van de Sovjet-Unie in 1946, 1947, 1951 en 1954. Ze won met dat team ook de USSR Cup in 1952. Als speler voor het nationale team van de Sovjet-Unie won ze goud op het Europees kampioenschap in 1950.

## Privé
Vera had twee zussen die ook in het nationale team van de Sovjet-Unie speelden. Jevgenia Rjaboesjkina en Jevdokia Rjaboesjkina. Op de Europese kampioenschappen in 1950 speelde ze alle drie voor de Sovjet-Unie.

## Erelijst
- Landskampioen Sovjet-Unie: 9
  - Winnaar: 1937, 1938, 1939, 1940, 1944, 1946, 1947, 1951, 1954
  - Tweede: 1945, 1948, 1952, 1953
- Bekerwinnaar Sovjet-Unie: 1
  - Winnaar: 1952
  - Runner-up: 1950
- Europees Kampioenschap: 1
  - Goud: 1950